# Stages
Stages — шестой студийный альбом английской певицы Мелани Си, вышедший в 2012 году, четвёртый альбом певицы, который выпущен на её независимом лейбле «Red Girl Records». Диск полностью состоит из кавер-версий. На нём представлена коллекция песен из различных музыкальных шоу театра и кино. Цифровой релиз альбома содержит бонус-трек — кавер версии песни Коула Портера «Anything Goes».

## Об альбоме
25 июня 2012 года на официальном сайте певицы было объявлено, что Мелани завершает работу над её новым альбомом, который будет называться «Stages» . Запись проходила под руководством Peter-John Vettese, с которым она сотрудничает не в первый раз . Основной особенностью сборника являются песни из мюзиклов, которые были важны для Мелани на различных этапах её жизни.
6 июля 2012 года, после череды таинственных твитов между Мелани и её бывшей подругой по Spice Girls Эммой Бантон, стало известно, что они записали совместную песню для нового альбома Мелани. Этой песней стала «I Know Him So Well» из мюзикла Chess.

## Продвижение альбома
Чтобы увеличить продажи диска, у Мелани состоялось несколько автограф-сессий альбома на HMV. В сентябре 2012 и октябре 2012 года она посетила шесть магазинов HMV, чтобы подписать копии своего альбома. Мелани исполнила песню «I Don’t Know How to Love Him» на Superstar и The Late Late Show . Мелани также выступила на «Beats at the Beach» в Абу-Даби 1 ноября 2012 года.

## Синглы
«I Don’t Know How to Love Him», песня взята из мюзикла Jesus Christ Superstar, и была выпущена 18 июля 2012 года в качестве рекламного сингла с альбома. Сингл был выпущен на ITunes для цифрового скачивания 22 июля 2012 года. Сингл стал хитом первой двадцатки в официальном чарте UK Indie, ему удалось подняться на 19 место..
Первый официальный сингл с альбома «I Know Him So Well» был выпущен 11 ноября 2012 года. Песня записана совместно с Эммой Бантон, экс-солисткой Spice Girls . Мелани и Эмма, как ожидается, исполнят песню на BBC в концерте «Children in Need 2012».

## Список композиций
| №   | Название                                   | Мюзиклы                                  | Длительность |
| --- | ------------------------------------------ | ---------------------------------------- | ------------ |
| 1.  | «Maybe This Time»                          | Cabaret                                  | 3:37         |
| 2.  | «Another Hundred People»                   | Company (musical)                        | 2:47         |
| 3.  | «I Know Him So Well» (feat. Emma Bunton)   | Chess (musical)                          | 4:24         |
| 4.  | «Aren't You Kinda Glad We Did?»            | The Shocking Miss Pilgrim                | 3:12         |
| 5.  | «I Don't Know How to Love Him»             | Jesus Christ Superstar                   | 5:22         |
| 6.  | «Both Sides Now»                           | Priscilla, Queen of the Desert (musical) | 5:01         |
| 7.  | «Ain't Got No/I Got Life»                  | Hair (musical)                           | 3:09         |
| 8.  | «I Just Don't Know What to Do With Myself» | Shout! The Mod Musical                   | 3:24         |
| 9.  | «I Only Have Eyes for You»                 | Dames                                    | 3:20         |
| 10. | «Tell Me It's Not True»                    | Blood Brothers (musical)                 | 5:09         |
| 11. | «My Funny Valentine»                       | Babes in Arms                            | 2:57         |
| 12. | «Something Wonderful»                      | The King & I                             | 2:52         |

| №   | Название        | {{{extra_column}}} | Длительность |
| --- | --------------- | ------------------ | ------------ |
| 13. | «Anything Goes» | Anything Goes      | 2:57         |

Би-сайд:

## B-сторона
| Название                  | Сингл                                        | Мюзикл   | Длительность |
| ------------------------- | -------------------------------------------- | -------- | ------------ |
| "You'll Never Walk Alone" | "I Know Him So Well" CD and digital download | Carousel | 2:46         |

## Чарты
| Чарт (2012)                            | Пик Позиция |
| -------------------------------------- | ----------- |
| Ирландия (Irish Albums Chart)          | 83          |
| Шотландия (Scottish Albums Chart)      | 79          |
| Великобритания (UK Albums Chart)       | 50          |
| Великобритания (UK Indie Albums Chart) | 7           |

## Релиз
| Страна         | Дата             | Лейбл            |
| -------------- | ---------------- | ---------------- |
| Великобритания | 9 September 2012 | Red Girl Records |